# Grimaldi Industri AB
Grimaldi Industri AB är en svensk industrikoncern som bland annat äger Cycleurope. Ägare är Salvatore Grimaldi.

## Företagsägande
Grimaldi Industri Group har cirka 1200 anställda runt om i världen och omsätter ca 3 miljarder kronor.
- Alpha Sweden, Sundbyberg, tillverkar maskiner för all slags tillverkning av DVD, DVD-R, CD, CD-R skivor.
- Grimaldis Mekaniska Verkstad AB, Köping, tillverkar ringformiga precisionskomponenter. Var det företag som Salvatore Grimaldi startade 1970. 1973 anställde han sin första medarbetare och 1980 hade han 15 anställda. A G Johanssons i Kolbäck var första företagsköpet och förvärvades 1982. Företaget omsätter idag 80 miljoner på cirka 42 anställda.
- Contento, verkar inom digitalt lärande.
- ContentoWassum, ett utbildningsföretag inom bank, finans och försäkring.
- Cycleurope med sonen Tony Grimaldi som VD, tillverkar cyklar under följande varumärken:

Crescent, förvärvades 1960 av Monark genom köpet av Nymanbolagen.
Monark, startade 1908 i Varberg.
Bianchi (F.I.V. Edoardo Bianchi), köptes 1997 av Cycleurope. 1885 startade Edoardo Bianchi , 21 år gammal, en cykelverkstad med tillverkning i Milano, på via Nirone.
Gitane, startade 1930 i Frankrike.
Micmo, startade 1935 i Frankrike.
Puch, Johann Puch (1862 – 1914) startade 1889 en cykelverkstad och 1899 en cykelfabrik i Graz, Österrike.
Legnano, ägdes av F.I.V. Edoardo Bianchi.
Renault (ersatte Peugeot som varumärke)
Peugeots cykeldivision (ej längre under varumärket Peugeot)
Øglænd DBS, köptes 1989 av Monark och 1996 av Cycleurope. Øglænd började montera cyklar 1892 i Sandnes och 1906 står den egna fabriken klar för egen produktion. Är numera, genom företagssammanslagningar Norges enda tillverkare av cyklar. Namnet DBS står för Den Beste Sykkel och den då 12 årige Knut Johansen hittade på namnet till en namntävling. Namnet började användas 1932.
Kildemoes, startade 1942 i Odense, Danmark.
Everton
Chiorda, ägdes av F.I.V. Edoardo Bianchi.
- Karlsson Spools i Sala, har sedan 1955 tillverkat cylindriska precisionsdetaljer.
- Pricer startade 1991 i Uppsala, tillverkar system för datorstyrd fjärr-prismärkning inom handeln. Sedan 1998 del i Grimaldi Industri Group och har cirka 60 anställda.
- 3nine AB är ett teknikutvecklingsbolag som utvecklar lösningar för rening av processluft.
- Monark Exercise f.d. Krooncykeln, tillverkar test- och träningscyklar samt transport- och specialcyklar (tandem, post, paket, trehjulingar mm). 1954 konstruerade flygläkaren Wilhelm von Döbeln, instrumentmakaren Harry Hagelin och professor P-O Åstrand Monarks första ergometercykel. En cykel som var långt före sin tid och fortfarande används som referens.